# Naruto: Ninja Council 2
 (octobre 2019).
Si vous disposez d'ouvrages ou d'articles de référence ou si vous connaissez des sites web de qualité traitant du thème abordé ici, merci de compléter l'article en donnant les références utiles à sa vérifiabilité et en les liant à la section « Notes et références ».
Naruto: Ninja Council 2 (ＮＡＲＵＴＯ－ナルト- 最強忍者大結集2, Naruto: Saikyou Ninja Daikesshu 2) est un jeu vidéo de type beat them all développé par Aspect et édité par Tomy, sorti en 2004 sur Game Boy Advance. Il est également disponible sur Nintendo DS.
Le jeu fait suite à Naruto: Ninja Council.

## Trame[2]
Le joueur incarne Naruto un adolescent ninja devant protéger (avec ses alliés) le village de Konoha contre d'Orochimaru et autres troupes ennemies. 
Pour se faire, le joueur constitue une équipe de 3 personnage pour chaque mission. 
Le jeu mêle combats au corps à corps et techniques spéciales dans des niveaux composés de plateformes ponctués de cinématiques. 
Des mini-jeux permettant de réduire la jauge de santé des antagonistes (boss finaux) sont également proposés dans chaque niveau. 

## Personnages
Au fil de l'histoire et de la progression du joueur, de nouveaux personnages sont débloqués. 19 personnages sont disponibles dans cet opus. Moins de personnages sont présents que dans le premier opus.

### Personnages jouables
- Naruto
- Sakura
- Sasuke
- Rock Lee
- Neji

### Personnages de soutien
- Kiba
- Shino
- Hinata
- TenTen
- Gaara
- Kankurô
- Temari

Dont quelques personnages devant être débloquer pendant l'aventure:
- Kakashi
- Gaï
- Jiraiya
- Sarutobi